# Liste der Monuments historiques in Galgon
Die Liste der Monuments historiques in Galgon führt die Monuments historiques in der französischen Gemeinde Galgon auf.

## Liste der Bauwerke
| Bezeichnung                  | Beschreibung              | Standort | Kennzeichnung | Schutzstatus | Datum | Bild           |
| ---------------------------- | ------------------------- | -------- | ------------- | ------------ | ----- | -------------- |
| Kirche Notre-Dame in Queynac | Mittelalter               | (Lage)   | PA00083556    | Inscrit      | 1925  | weitere Bilder |
| Kirche St-Seurin in Galgon   | Erbaut im 12. Jahrhundert | (Lage)   | PA00083555    | Inscrit      | 1925  | weitere Bilder |